# Olli Rahnasto
Olli Rahnasto (Seinäjoki, 28 dicembre 1965) è un ex tennista finlandese.

## Biografia
In carriera ha vinto due titoli di doppio, l'ATP Cleveland nel 1985, in coppia con il connazionale Leo Palin, e gli Internazionali di Tennis di San Marino nel 1993, in coppia con l'argentino Daniel Orsanic. Nei tornei del Grande Slam ha ottenuto il suo miglior risultato raggiungendo il secondo turno nel singolare all'Open di Francia nel 1989 e agli US Open nello stesso anno, e nel doppio agli US Open nel 1986 e nel 1992, a Wimbledon nel 1988 e nel 1992 e all'Open di Francia nel 1989.
In Coppa Davis ha giocato un totale di 51 partite, ottenendo 26 vittorie e 25 sconfitte. Per la sua dedizione nel rappresentare il proprio Paese nella competizione è stato insignito del Commitment Award.

## Statistiche

### Doppio

#### Vittorie (2)
| Numero | Anno           | Torneo                                                      | Superficie  | Compagno       | Avversari in finale        | Punteggio     |
| 1.     | 18 agosto 1985 | ATP Cleveland, Cleveland                                    | Cemento     | Leo Palin      | Hank Pfister Ben Testerman | 6-3, 6-7, 7-6 |
| 2.     | 15 agosto 1993 | Internazionali di Tennis di San Marino, Città di San Marino | Terra rossa | Daniel Orsanic | Juan Garat Roberto Saad    | 6-4, 1-6, 6-3 |

#### Finali perse (2)
| Numero | Anno           | Torneo                             | Superficie  | Compagno       | Avversari in finale                | Punteggio     |
| 1.     | 6 ottobre 1991 | Athens Open, Atene                 | Terra rossa | Menno Oosting  | Jacco Eltingh Mark Koevermans      | 7-5, 6-7, 5-7 |
| 2.     | 30 agosto 1992 | Waldbaum's Hamlet Cup, Long Island | Cemento     | Gianluca Pozzi | Francisco Montana Greg Van Emburgh | 4-6, 2-6      |